# سعد الناصر السديري
الأمير سعد بن ناصر بن سعد بن عبد المحسن بن أحمد السديري، (ولد عام 1350هـ في الغاط - توفي 1445هـ). شغل سابقًا عدة مناصب حكومية منها أمير منطقة المدينة المنورة بالنيابة، ثم وكيل لوزارة الداخلية وأمين عام مجلس الأمن الوطني ومستشار لوزير الداخلية.

## نبذة
تولى الأمير سعد بن ناصر السديري منصبه كوكيل لإمارة المدينة في عهد الملك فيصل، عندما كان أمير المدينة المنورة الأمير عبد المحسن بن عبد العزيز وذلك في العام 1388 هـ ولغاية العام 1407 هـ، وقد تخلل فترة عمله هذه توليه لمنصب أمير المدينة بالإنابة من 1405-1406 هـ، ليتولى بعدها منصب أمين عام مجلس الأمن الوطني من العام 1407 هـ ولغاية 1427 هـ حين خلفه في هذا المنصب الأمير بندر بن سلطان، وأثناء عمله أمينًا عامًا لمجلس الأمن الوطني تولى منصب وكيل وزارة الداخلية للفترة من 1416 هـ ولغاية 1423 هـ، وبعد ذلك تولى مهامه كمستشار خاص للنائب الثاني حينذاك الأمير نايف بن عبدالعزيز، وذلك من عام 1427 هـ ولغاية 1433 هـ.

## والدته
- الأميره منيره بنت أحمد بن محمد السديري

## أسرته
- زوجته

- الأميره حصه بنت خالد بن أحمد السديري

- أبنائه
- الأمير ناصر بن سعد بن ناصر السديري (رجل أعمال).
- الأمير فيصل بن سعد بن ناصر السديري (مستشار أعمال أول بإمارة منطقة الرياض بالمرتبة الخامسة عشرة ).
- الأمير منصور بن سعد بن ناصر السديري (محافظ الغاط).[3]

- بناته
- الأميره مها بنت سعد بن ناصر السديري
- الأميره هلا بنت سعد بن ناصر السديري

## الوفاة
توفي يوم الأربعاء 22 نوفبر 2023م / 8 جمادى الأولى 1445هـ، ودفن في مقبرة العود.